# 赫尔穆特·艾尔加德

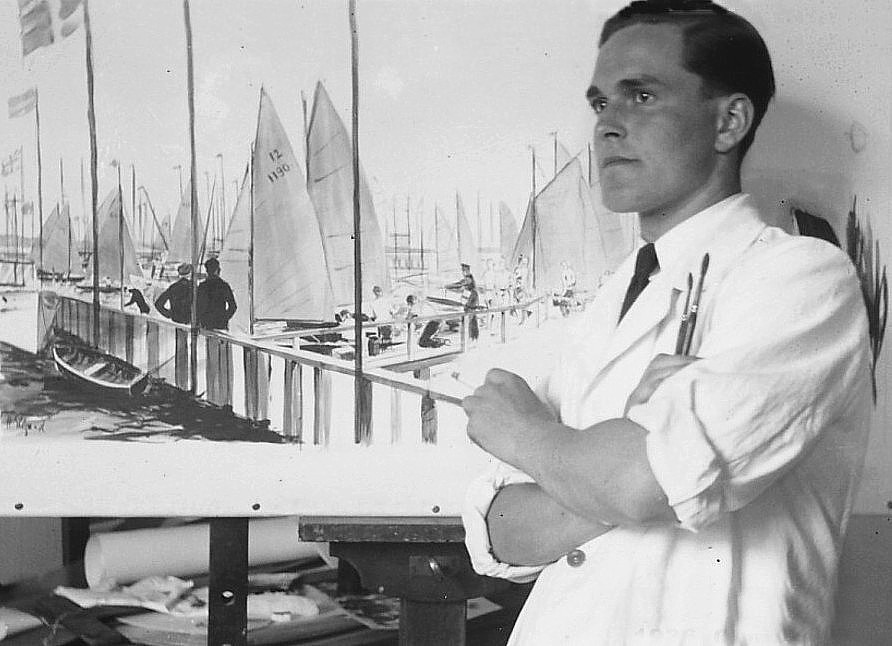
赫尔穆特·艾尔加德

赫尔穆特·埃尔加德（Helmuth Ellgaard，1913年3月3日—1980年4月22日）是一位德国插画家、艺术家、记者。他在1954至1961年间創作了大量电影海报。1980年，埃尔加德因心脏病突发而死，终年67岁。